# Martin Hellman
Martin Edward Hellman (New York, 1945. október 2. –) amerikai kriptográfus, aki nevét a nyílt kulcsú kriptográfia feltalálásával szerezte, karöltve Whitfield Diffie-vel és Ralph Merkle-vel.

## Pályafutása
BSc diplomát szerzett a New York Egyetemen 1966-ban, majd MSc diplomát a Stanford Egyetemen 1967-ben. 1969-ben PhD-fokozatot szerez, mint villamosmérnök.
1968-tól 1969-ig az IBM Watson Kutatói központnál dolgozott, ahol találkozott Horst Feistel-lel. 1969-től 1971-ig adjunktus volt az MIT-en (Massachusettsi Műszaki Egyetem). 1971-ben visszatért a Stanford Egyetemre. 1996-ban professzornak nevezték ki; mára visszavonult a jelentősebb kutatásoktól és a komolyabb egyetemi munkától.